# Wiatrówka Łucznik Kl.170
Łucznik Kl.170 (także: PP-70, desygnata wojskowa: wz. 70) – polska krótka wiatrówka sprężynowa produkowana w latach 70 XX wieku.

## Historia
Łucznik Kl.170 powstał jako nieznacznie zmodyfikowana kopia niemieckiej wiatrówki Walther LP53 produkowanej od 1953 r. w RFN. Wiatrówka Walthera cechowała się jak na ten okres oryginalnymi rozwiązaniami technicznymi w postaci umieszczenia tłoka i sprężyny prostopadle w rękojeści zamiast popularnego ułożenia tych elementów równolegle w linii lufy. Projektowaniu wiatrówki przyświecał cel stworzenia broni sportowej przeznaczonej do strzelectwa wyczynowego, w związku z czym wyposażona została w pełni regulowane, demontowalne przyrządy celownicze. Mechanizm naciągu był natomiast typowy dla wiatrówek sprężynowych i odbywał się poprzez tzw. łamanie lufy.
W 1967 r. Ernest Durasiewicz i Antoni Szymański rozpoczęli prace nad projektem polskiego odpowiednika wiatrówki LP53, jako broni przeznaczonej do strzelectwa sportowego oraz wstępnego szkolenia w strzelaniu z krótkiej broni palnej. Pierwsze rysunki wykonawcze ukończono w 1968 r. a w 1972 r. rozpoczęto produkcję seryjną w radomskiej fabryce „Łucznik”. Względem pierwowzoru Kl.170 różniła się zastosowaniem masywniejszej dźwigni tłoka oraz zastąpieniem wymiennej muszki na jej masywniejszy odpowiednik, trwale zintegrowany z lufą. Zmodyfikowano również mechanizm zatrzasku łamanej lufy oraz moduł mechanizmu spustowego ze śrubą regulującą. Ponadto zrezygnowano z ergonomicznego profilowania okładzin rękojeści, upraszczając ich kształt. 
Wiatrówki Kl.170 zyskały bardzo szeroką popularność na polskim rynku, jednocześnie znajdując się na wyposażeniu wielu strzelnic w kraju. Używane były również jako wz. 70 przez Ludowe Wojsko Polskie w ramach wstępnego szkolenia strzeleckiego. Prowadzono także ich eksport do NRD, Wielkiej Brytanii, Finlandii i Hiszpanii.

## Ocena konstrukcji
Wiatrówka Kl.170 cechuje się bardzo dużą niezawodnością i odpornością na zaniedbania eksploatacyjne. Ze względu na konstrukcję nie jest jednak bronią dobrze przystosowaną do strzelania precyzyjnego. Spowodowane jest to dość znacznym podrzutem, generowanym przez umieszczenie większości mechanizmów prostopadle do lufy.

## Użytkownicy
- Polska – broń szkoleniowa Ludowego Wojska Polskiego oraz rynek cywilny
- Finlandia – eksport na rynek cywilny
- Hiszpania – eksport na rynek cywilny
- NRD – eksport na rynek cywilny
- Wielka Brytania – eksport na rynek cywilny